# Sacierges-Saint-Martin
Sacierges-Saint-Martin ist eine französische Gemeinde mit 308 Einwohnern (Stand: 1. Januar 2022) im Département Indre in der Region Centre-Val de Loire; sie gehört zum Arrondissement Le Blanc und zum Kanton Saint-Gaultier. 

## Geographie
Sacierges-Saint-Martin liegt etwa 38 Kilometer südsüdwestlich von Châteauroux.
Nachbargemeinden von Sacierges-Saint-Martin sind Luzeret im Norden, Vigoux und Chazelet im Osten und Nordosten, Saint-Civran im Osten, Roussines im Süden und Südosten, Chaillac im Südwesten und Südosten sowie Prissac im Westen.

## Bevölkerungsentwicklung
| Jahr                      | 1962 | 1968 | 1975 | 1982 | 1990 | 1999 | 2006 | 2013 |
| Einwohner                 | 495  | 523  | 475  | 375  | 350  | 337  | 338  | 315  |
| Quelle: Cassini und INSEE |      |      |      |      |      |      |      |      |

## Sehenswürdigkeiten

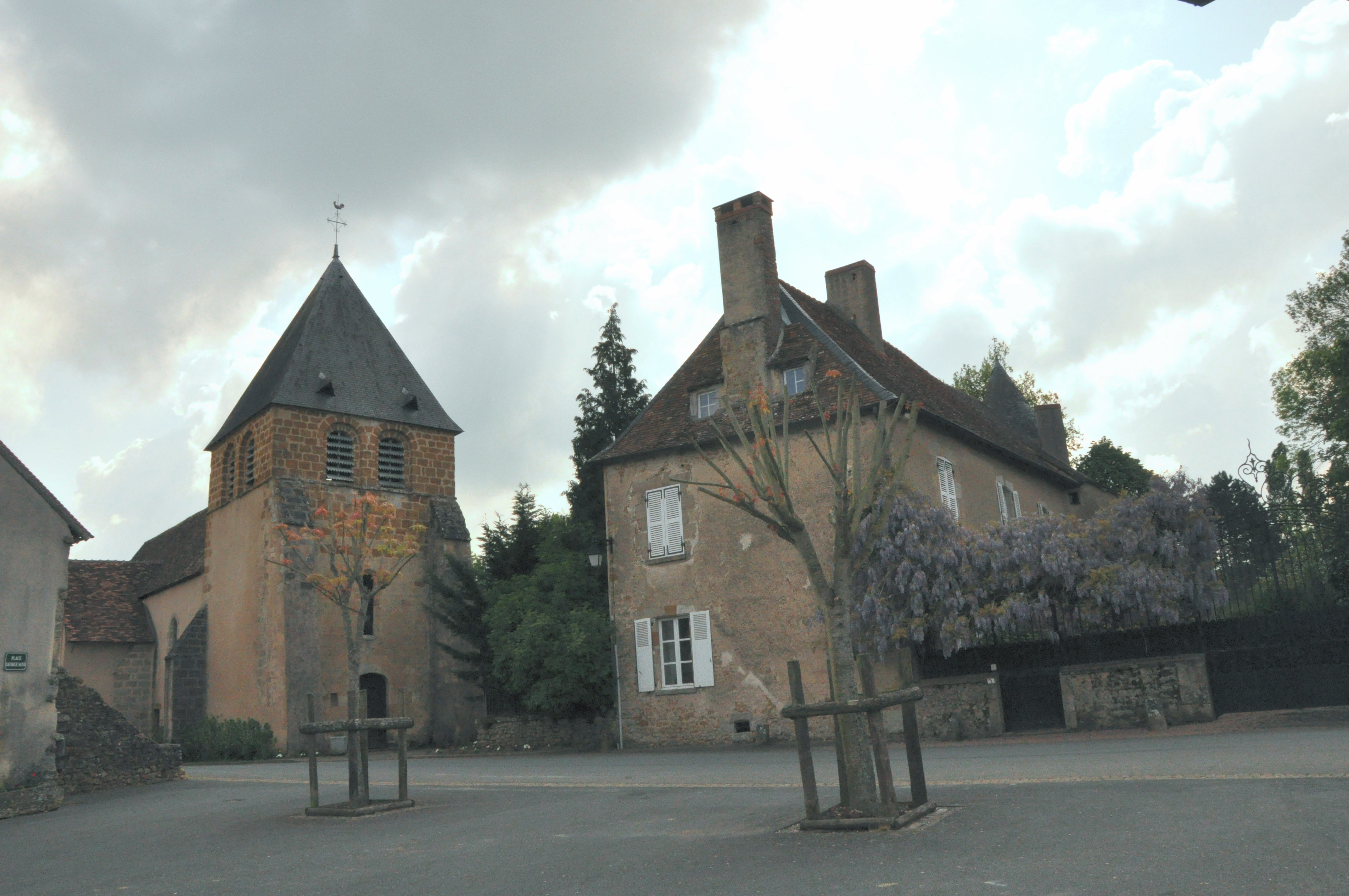
Kirche Saint-Martin

- Kirche Saint-Martin
- Kapelle von Chéniers
- Kapelle von Lande